# Donji Jelovac
Donji Jelovac är ett samhälle i Bosnien och Hercegovina.   Det ligger i entiteten Republika Srpska, i den nordvästra delen av landet, 190 km nordväst om huvudstaden Sarajevo. Donji Jelovac ligger 173 meter över havet och antalet invånare är 275.
Terrängen runt Donji Jelovac är kuperad söderut, men norrut är den platt. Närmaste större samhälle är Prijedor, 12,3 km söder om Donji Jelovac. 
Omgivningarna runt Donji Jelovac är en mosaik av jordbruksmark och naturlig växtlighet. Runt Donji Jelovac är det ganska tätbefolkat, med 67 invånare per kvadratkilometer.